# WrestleMania 29
WrestleMania 29 was een professioneel worstel-pay-per-viewevenement dat georganiseerd werd door de WWE. Dit evenement was de 29ste editie van WrestleMania en vond plaats in het MetLife Stadium in East Rutherford op 7 april 2013.

## Achtergrond
John Cena won op Royal Rumble 2013 de Royal Rumble match en een dag later, in een aflevering van Raw op 28 januari 2013, maakte hij zijn keuze bekend voor welk kampioenschap hij zou strijden. Hij koos voor een wedstrijd om het WWE Championship. In een aflevering van Raw op 18 februari 2013, confronteerde Cena WWE Champion The Rock voor een WWE Championship-wedstrijd.
In een aflevering van Raw op 4 maart 2013, werd er een Fatal Four-Way match georganiseerd tussen CM Punk, Sheamus, Randy Orton en Big Show waarbij de winnaar een wedstrijd kreeg tegen The Undertaker. CM Punk won de wedstrijd en zo kreeg hij een wedstrijd tegen The Undertaker.
In een Elimination Chamber match op Elimination Chamber 2012 waarbij Jack Swagger won van Randy Orton, Chris Jericho, Kane, Daniel Bryan en Mark Henry, kreeg Swagger een titelwedstrijd voor het World Heavyweight Championship tegen kampioen Alberto Del Rio op dit evenement. Naar de aanloop van dit evenement toe werd de rivaliteit tussen hen persoonlijk, waarbij Swagger de linkerenkel van Ricardo Rodríguez, de persoonlijke ringomroeper van Del Rio, brak.
In een aflevering van Raw op 25 april 2012 brak Brock Lesnar Triple H's arm en tijdens de zomer van 2012 daagde Triple H, Lesnar uit voor een duel op SummerSlam 2012 waarbij Lesnar won. Triple H zette hun vete met Lesnar verder voort om wraak te nemen en hij daagde Lesnar uit voor een herkansingswedstrijd op dit evenement waarbij de carrière van Triple H op het spel stond.

## Matchen
| Nr.                                                                          | Match | Winnaar(s)          |
| ---------------------------------------------------------------------------- | --- | ------------------- |
| PS                                                                           | Wade Barrett (c) vs. The Miz in een een-op-eenmatch voor het WWE Intercontinental Championship.                                                 | The Miz (nc)        |
| 1                                                                            | Randy Orton, Sheamus & Big Show vs. The Shield in een 6-man tag team match                                                                      | The Shield          |
| 2                                                                            | Ryback vs. Mark Henry in een een-op-eenmatch | Mark Henry          |
| 3                                                                            | Team Hell No (Kane & Daniel Bryan) (c) vs. Dolph Ziggler & Big E Langston (met AJ Lee) in een tag team match voor het WWE Tag Team Championship | Team Hell No (c)    |
| 4                                                                            | Chris Jericho vs. Fandango in een een-op-eenmatch                                                                                               | Fandango            |
| 5                                                                            | Alberto Del Rio (met Ricardo Rodríguez) (c) vs. Jack Swagger (met Zeb Colter) in een een-op-eenmatch voor het World Heavyweight Championship    | Alberto Del Rio (c) |
| 6                                                                            | The Undertaker vs. CM Punk in een een-op-eenmatch                                                                                               | The Undertaker      |
| 7                                                                            | Triple H vs. Brock Lesnar (met Paul Heyman) in een No Holds Barred match                                                                        | Triple H            |
| 8                                                                            | Dwayne "The Rock" Johnson (c) vs. John Cena in een een-op-eenmatch voor het WWE Championship                                                    | John Cena (nc)      |
| (c) huidige kampioen voor en na de match \| (nc) nieuwe kampioen na de match | |                     |